# Ferrari 250 Testa Rossa
La Ferrari 250 Testa Rossa venne sviluppata nel 1957, a seguito della modifica al regolamento, operata dalla FISA (Commissione Sportiva Internazionale), che limitò a tre litri (3000 cc) la cilindrata dei motori usati nei prototipi.
La produzione di questa autovettura proseguì fino al 1961.

## Storia

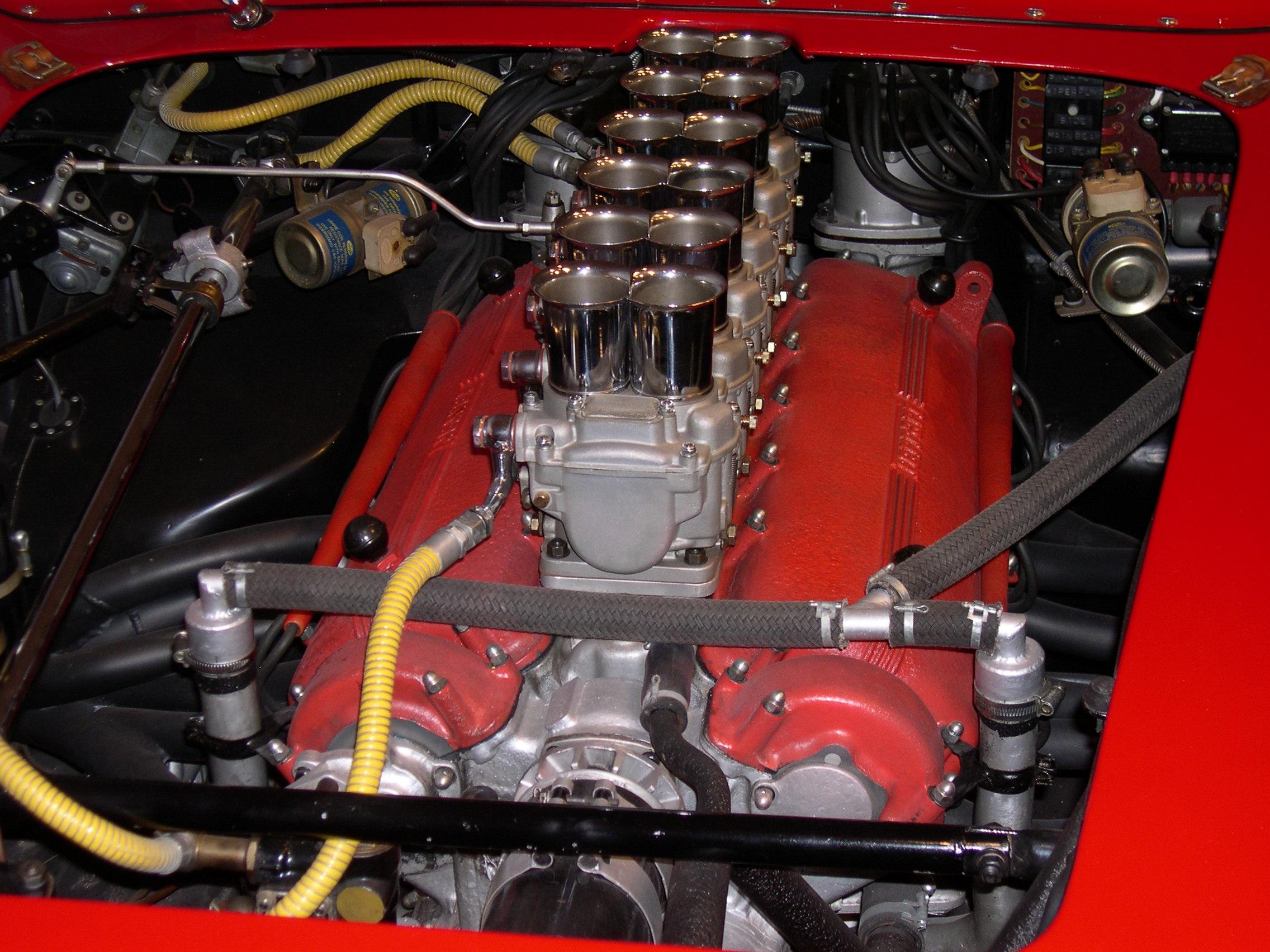
I coprivalvole rossi del motore TR

Il nome 250 Testa Rossa nasce dall'unione del numero che indica la cilindrata unitaria (250 cm3 x 12 cilindri = 3000 cm3) del motore e dalla particolare colorazione rossa dei coprivalvole della testata (coperchi delle valvole della distribuzione).
Con soli 800 kg di peso, monta un motore 3.0 V12, abbinato ad un cambio a quattro marce derivato da quello delle 250 stradali, ma con una potenza ben superioreː circa 300 CV, merito dei 6 carburatori Weber a doppio corpo, e dello scarico libero con terminali "a megafono". Il motore è quindi ad alimentazione singola, in cui ogni cilindro è riempito da 1 corpo del carburatore. Grazie anche alla sua carrozzeria barchetta, disegnata e costruita a mano da Sergio Scaglietti in alluminio battuto, l'auto poteva raggiungere i 270 Km/h circa.

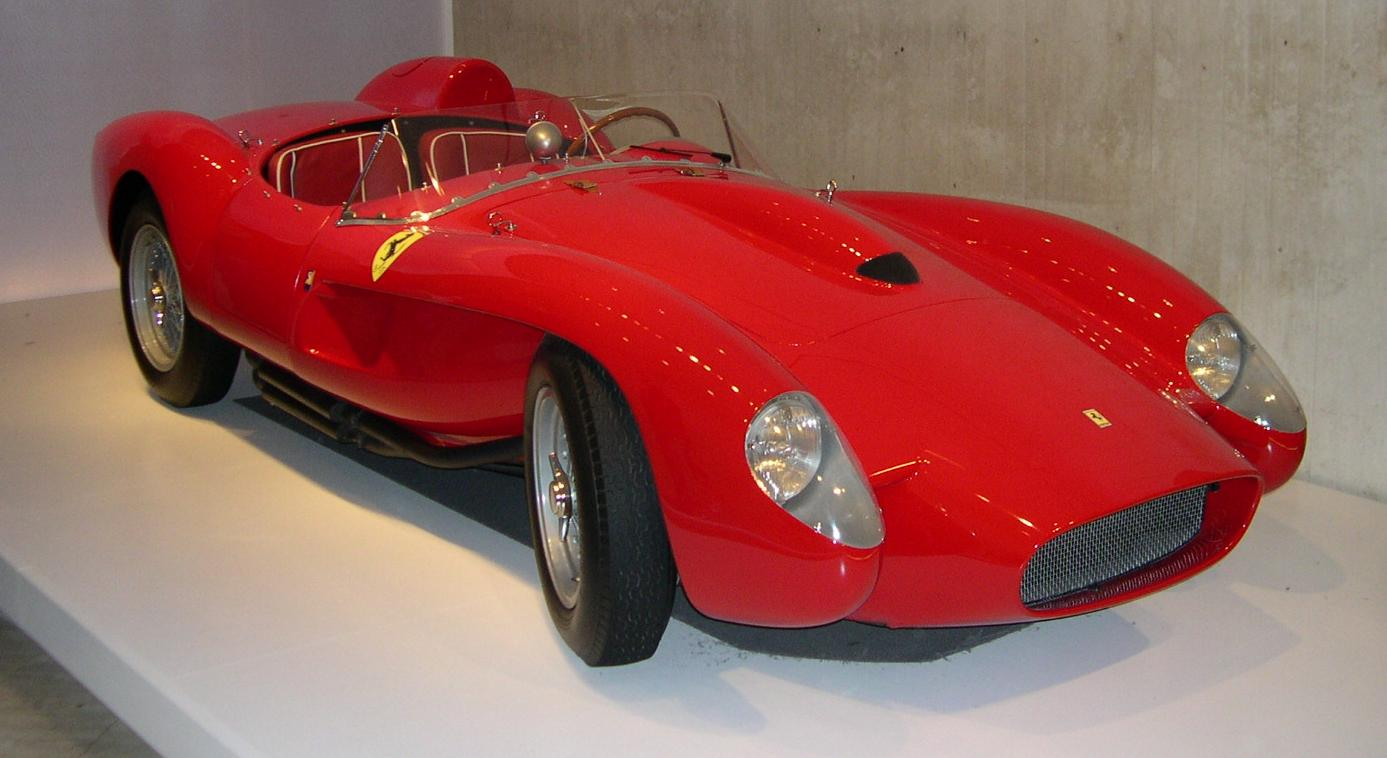
Vista frontale di una Ferrari 250 Testa Rossa Scaglietti del 1958

Il 1957 fu l'anno del debutto, ma anche un anno di apprendistato per la Ferrari 250 Testa Rossa, che debuttò ufficialmente in gara il 26 maggio 1957 alla 1000 km del Nürburgring, pilotata da Masten Gregory in coppia con Olinto Morolli (10° assoluti).
Il duo tedesco, composto da Wolfgang Seidel e Wolfgang von Trips, conquistò il primo podio (3º posto) della carriera sportiva di quest'auto, al GP del Venezuela e che fu valido per il Mondiale Sportprototipi. Nella stessa occasione Maurice Trintignant e Olivier Gendebien arrivarono 4° con una vettura gemella.
Nel 1958 disputò l'intera stagione e fu un trionfo. La prima vittoria di quell'anno fu una doppietta che arrivò alla 1000 km di Buenos Aires con la coppia anglo-americana Peter Collins-Phill Hill e il trio italo-belga-tedesco Luigi Musso-Olivier Gendebien-Wolfgang von Trips. A marzo, la coppia anglo-americana si ripeté conquistando la 12 Ore di Sebring, Gendebien e Musso giunsero secondi. Questi ultimi si riscattarono il 11 maggio, vincendo la Targa Florio. In giugno, il duo Gendebien-Hill trionfò alla 24 Ore di Le Mans. Queste vittorie valsero il Mondiale Sportprototipi alla Ferrari 250 Testa Rossa.
L’unico risultato rilevante del 1959, arrivò alla 12 Ore di Sebring, ma fu una doppietta: primi Olivier Gendebien-Phill Hill insieme a 2 piloti statunitensi Chuck Daigh-Dan Gurney e in seconda posizione l'equipaggio Cliff Allison-Jean Behra.

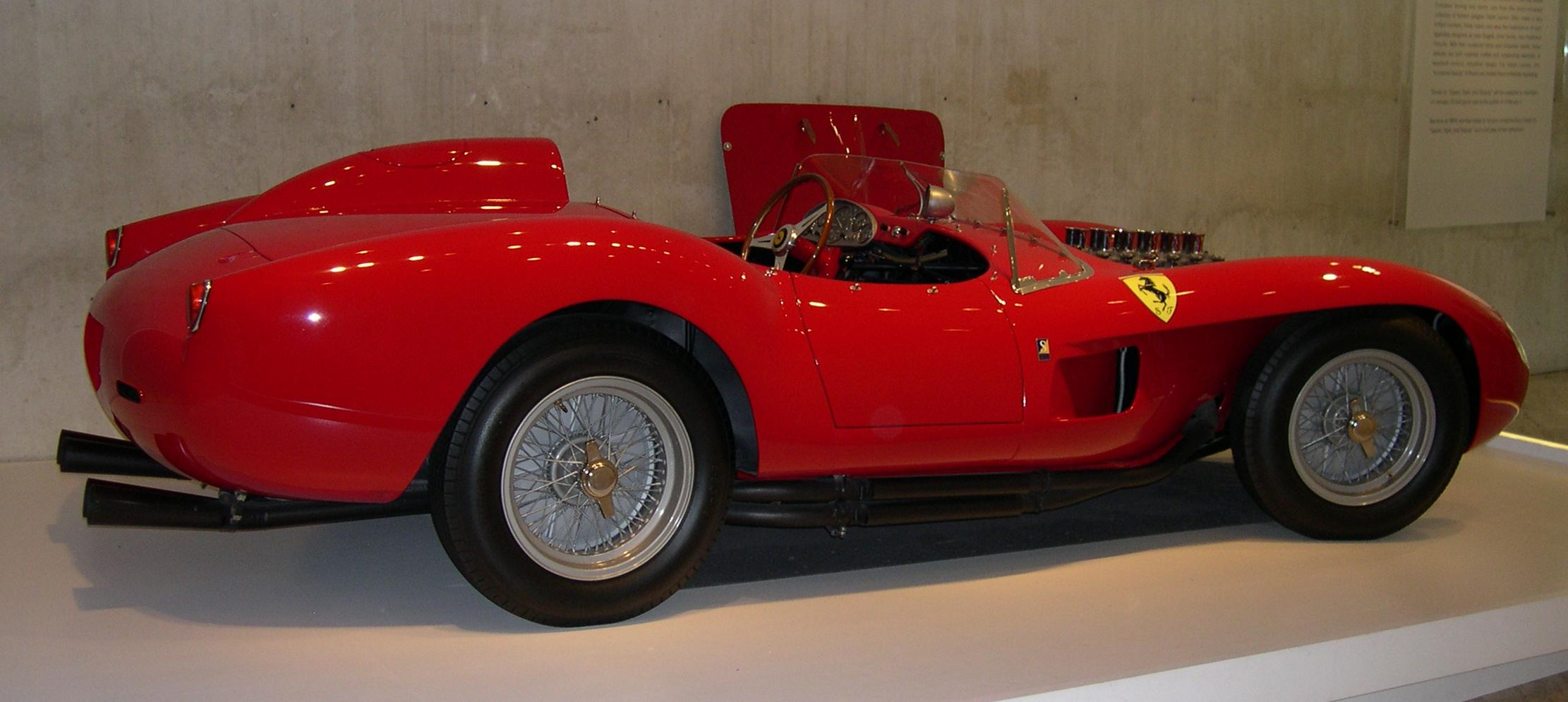
Vista laterale di una Ferrari 250 Testa Rossa Scaglietti del 1958

Nel 1960 la barchetta del Cavallino riportò a Maranello il Mondiale Sportprototipi, grazie alla vittoria a Buenos Aires con Cliff Allison-Phill Hill e alla doppietta a Le Mans: primo Olivier Gendebien in coppia con Paul Frère e secondo André Pilette in coppia con Ricardo Rodriguez.
Nel 1961 il Mondiale Sportprototipi è vinto dall'evoluzione della 250 Testa Rossa, la 250 TR 61 Spyder Fantuzzi e la barchetta ottiene solo un terzo posto alla 12 Ore di Sebring grazie ai fratelli messicani Pedro e Ricardo Rodriguez.
L’anno seguente la scoperta emiliana porta a casa qualche successo minore negli USA: l’ultima vittoria risale al 4 novembre 1962 grazie allo statunitense Bob Hurt a Caguas (Porto Rico).
In totale nelle varie versioni la TR si aggiudicherà ben tre titoli mondiali nei campionati sport prototipi: quelli del 1957 (insieme ad altre sportive Ferrari coeve), 1958 e 1960.
Questa è l'unica vettura ad aver vinto per 3 volte la 24 Ore di Le Mansː nel 1958, nel 1960 e nel 1961 sempre con Olivier Gendebien alla guida, in coppia con Phil Hill il primo e terzo anno e con Paul Frère il secondo. 

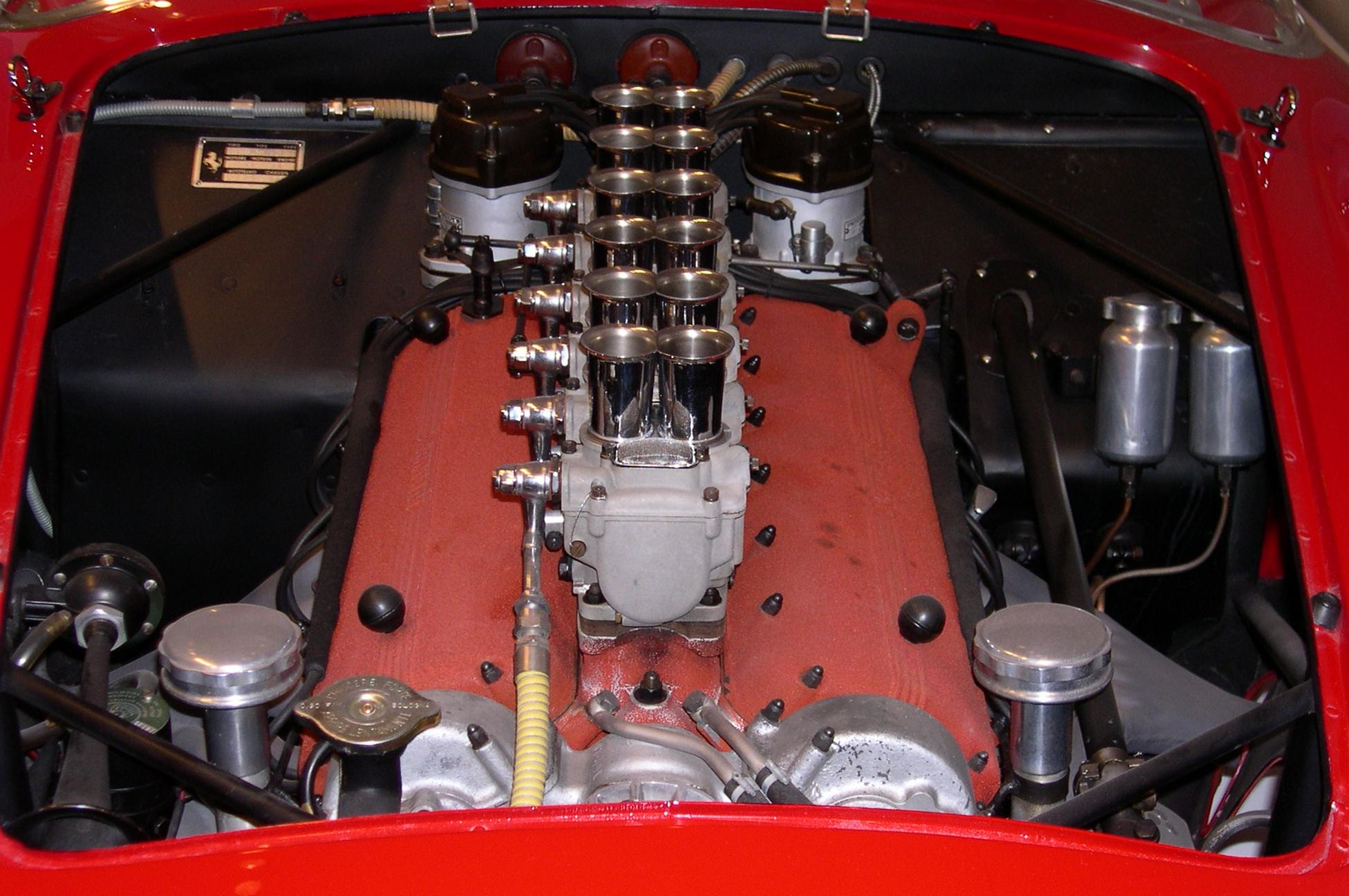
Vista del propulsore di una 250 TR del 58

Risultano costruiti solamente 34 esemplari di Testa Rossa, ciò la rende la seconda Ferrari più ricercata sul mercato del collezionismo e con le maggiori quotazioni, preceduta solamente dalla Ferrari 250 GTO.
Il 17 maggio 2009 una Ferrari 250 Testa Rossa, in particolare la quarta mai costruita, è stata battuta all'asta di Maranello per 9.020.000 euro, cifra "ufficiale" più alta mai registrata per una compravendita di automobili fra privati. La Ferrari in questione è dipinta di nero con un particolare decoro rosso sulla bocca di apertura del radiatore.
Il 20 agosto 2011 un esemplare prototipo messo all'asta negli Stati Uniti da Gooding & Company è stata venduta alla cifra di 16,39 milioni di dollari.
Nel febbraio 2014, dopo una trattativa privata, l'auto è stata venduta al prezzo di 39,8 milioni di dollari, superando così ogni record e rivelandosi l'auto più costosa di tutti i tempi venduta in Gran Bretagna.

## Varianti
Sulla base della 250 Testarossa furono sviluppate la Ferrari 250 TR 61 Spyder Fantuzzi, costruita dalla Carrozzeria Fantuzzi di Medardo Fantuzzi, e la Ferrari 330 TR, vincitrice alla 24 Ore di Le Mans del 1962.

## Caratteristiche tecniche
| Caratteristiche tecniche - Ferrari 250 Testa Rossa                                 | Caratteristiche tecniche - Ferrari 250 Testa Rossa | Caratteristiche tecniche - Ferrari 250 Testa Rossa | Caratteristiche tecniche - Ferrari 250 Testa Rossa | Caratteristiche tecniche - Ferrari 250 Testa Rossa | Caratteristiche tecniche - Ferrari 250 Testa Rossa |
| ---------------------------------------------------------------------------------- | --- | --- | --- | --- | --- |
|                                                                                    | | | | | |
| Configurazione                                                                     | | | | | |
| Carrozzeria: barchetta-spider                                                      | Carrozzeria: barchetta-spider | Posizione motore: anteriore longitudinale | Posizione motore: anteriore longitudinale | Trazione: posteriore | Trazione: posteriore |
| Dimensioni e pesi                                                                  | | | | | |
| Ingombri (lungh.×largh.×alt. in mm): 4178 × 1549 × 1013                            | Ingombri (lungh.×largh.×alt. in mm): 4178 × 1549 × 1013 | Ingombri (lungh.×largh.×alt. in mm): 4178 × 1549 × 1013 | Ingombri (lungh.×largh.×alt. in mm): 4178 × 1549 × 1013 | Diametro minimo sterzata: | Diametro minimo sterzata: |
| Interasse: 2350 mm                                                                 | Interasse: 2350 mm | Carreggiate: anteriore 1308 - posteriore 1300 mm | Carreggiate: anteriore 1308 - posteriore 1300 mm | Altezza minima da terra: | Altezza minima da terra: |
| Posti totali: 2                                                                    | Posti totali: 2 | Bagagliaio: N.D. | Bagagliaio: N.D. | Serbatoio: 140 l | Serbatoio: 140 l |
| Masse                                                                              | a vuoto: 800 kg | a vuoto: 800 kg | a vuoto: 800 kg | a vuoto: 800 kg | a vuoto: 800 kg |
| Meccanica                                                                          | | | | | |
| Tipo motore: V12 60°                                                               | Tipo motore: V12 60° | Tipo motore: V12 60° | Cilindrata: unitaria/totale: 246,10 (73 x 58,8 mm) e 2953,21 cm³ | Cilindrata: unitaria/totale: 246,10 (73 x 58,8 mm) e 2953,21 cm³ | Cilindrata: unitaria/totale: 246,10 (73 x 58,8 mm) e 2953,21 cm³ |
| Distribuzione: 2 alberi a camme in testa (uno per bancata), 2 valvole per cilindro | Distribuzione: 2 alberi a camme in testa (uno per bancata), 2 valvole per cilindro | Distribuzione: 2 alberi a camme in testa (uno per bancata), 2 valvole per cilindro | Alimentazione: 6 carburatori Weber 38 DCN | Alimentazione: 6 carburatori Weber 38 DCN | Alimentazione: 6 carburatori Weber 38 DCN |
| Prestazioni motore                                                                 | Potenza: 300 CV (221 kW) a 7200 giri/min | Potenza: 300 CV (221 kW) a 7200 giri/min | Potenza: 300 CV (221 kW) a 7200 giri/min | Potenza: 300 CV (221 kW) a 7200 giri/min | Potenza: 300 CV (221 kW) a 7200 giri/min |
| Accensione: 1 candela per cilindro, 2 spinterogeni                                 | Accensione: 1 candela per cilindro, 2 spinterogeni | Accensione: 1 candela per cilindro, 2 spinterogeni | Impianto elettrico: 12V | Impianto elettrico: 12V | Impianto elettrico: 12V |
| Frizione: bidisco a secco                                                          | Frizione: bidisco a secco | Frizione: bidisco a secco | Cambio: a 4 rapporti + RM | Cambio: a 4 rapporti + RM | Cambio: a 4 rapporti + RM |
| Telaio                                                                             | | | | | |
| Corpo vettura                                                                      | tubolare in acciaio, carrozzeria scaglietti in alluminio battuto a mano | tubolare in acciaio, carrozzeria scaglietti in alluminio battuto a mano | tubolare in acciaio, carrozzeria scaglietti in alluminio battuto a mano | tubolare in acciaio, carrozzeria scaglietti in alluminio battuto a mano | tubolare in acciaio, carrozzeria scaglietti in alluminio battuto a mano |
| Sterzo                                                                             | vite senza fine e settore | vite senza fine e settore | vite senza fine e settore | vite senza fine e settore | vite senza fine e settore |
| Sospensioni                                                                        | anteriori: indipendenti, quadrilateri trasversali, molle elicoidali, ammortizzatori idraulici / posteriori: ponte rigido, puntoni laterali, triangolo di reazione, molle elicoidali, ammortizzatori idraulici | anteriori: indipendenti, quadrilateri trasversali, molle elicoidali, ammortizzatori idraulici / posteriori: ponte rigido, puntoni laterali, triangolo di reazione, molle elicoidali, ammortizzatori idraulici | anteriori: indipendenti, quadrilateri trasversali, molle elicoidali, ammortizzatori idraulici / posteriori: ponte rigido, puntoni laterali, triangolo di reazione, molle elicoidali, ammortizzatori idraulici | anteriori: indipendenti, quadrilateri trasversali, molle elicoidali, ammortizzatori idraulici / posteriori: ponte rigido, puntoni laterali, triangolo di reazione, molle elicoidali, ammortizzatori idraulici | anteriori: indipendenti, quadrilateri trasversali, molle elicoidali, ammortizzatori idraulici / posteriori: ponte rigido, puntoni laterali, triangolo di reazione, molle elicoidali, ammortizzatori idraulici |
| Freni                                                                              | anteriori: a tamburo / posteriori: a tamburo | anteriori: a tamburo / posteriori: a tamburo | anteriori: a tamburo / posteriori: a tamburo | anteriori: a tamburo / posteriori: a tamburo | anteriori: a tamburo / posteriori: a tamburo |
| Pneumatici                                                                         | ant/post 5.50 x 16 / 6.00 x 16 / Cerchi: 16" | ant/post 5.50 x 16 / 6.00 x 16 / Cerchi: 16" | ant/post 5.50 x 16 / 6.00 x 16 / Cerchi: 16" | ant/post 5.50 x 16 / 6.00 x 16 / Cerchi: 16" | ant/post 5.50 x 16 / 6.00 x 16 / Cerchi: 16" |
| Prestazioni dichiarate                                                             | | | | | |
| Velocità: 270 km/h                                                                 | Velocità: 270 km/h | Velocità: 270 km/h | Accelerazione: 0-100 Km/h 4.7s | Accelerazione: 0-100 Km/h 4.7s | Accelerazione: 0-100 Km/h 4.7s |
| Fonte dei dati:                                                                    | | | | | |